# Hoplopleura traubi
Hoplopleura traubi är en insektsart som beskrevs av Christopher J. Durden och Guy G. Musser 1991. Hoplopleura traubi ingår i släktet Hoplopleura och familjen gnagarlöss. Inga underarter finns listade i Catalogue of Life.